# Дорошкань
Дорошкань, Дорошкані (рум. Doroșcani) — село у повіті Ясси в Румунії. Входить до складу комуни Попешть.
Село розташоване на відстані 314 км на північ від Бухареста, 24 км на захід від Ясс.

## Населення
За даними перепису населення 2002 року у селі проживали 724 особи, усі — румуни. Усі жителі села рідною мовою назвали румунську.